# Thalmini
Thalmini – plemię pluskwiaków z podrzędu różnoskrzydłych, rodziny Dinidoridae i podrodziny Dinidorinae. 
Pluskwiaki dużych rozmiarów, przysadzistej budowy, o opływowym zarysie ciała. Wierzch ciała jest gładki, pozbawiony guzków. Głowa ma na bokach kile. Czteroczłonowa kłujka jest krótka i w spoczynku dochodzi co najwyżej do bioder tylnej pary odnóży. Przedplecze pozbawione jest kolców, ząbków i paranotów. Trójkątna w zarysie tarczka pozbawiona jest wcisków w kątach przednio-bocznych. Stopy zbudowane są z dwóch członów. Odwłok ma przetchlinki drugiego segmentu zasłonięte przez metapleury lub odkryte.
Takson ten wprowadzony został w 1987 roku przez P.S.S. Durai. Obejmuje 5 opisanych gatunków, sklasyfikowanych w 3 rodzajach:
- Folengus Distant, 1914
- Thalma Walker, 1868
- Urusa Walker, 1868